# 400 Mawozo
400 Mawozo é uma das maiores gangues do Haiti, baseada principalmente em Ganthier e Tabarre, em Porto Príncipe, e em Pétion-Ville. É constituída em grande parte por deportados, antigos líderes de grupos de oposição, antigos contrabandistas e agentes da polícia. Em 2022, alinhou-se com o "G-Pep" depois de o seu líder ter sido extraditado para os Estados Unidos. Chamou a atenção internacional em outubro de 2021, quando sequestrou cidadãos estadunidenses que atuavam como missionários em Porto Príncipe.

## Ações
O nome da gangue, traduzido livremente do crioulo haitiano, significa 400 simplórios, ou homens não treinados. Embora sequestros sejam o seu novo negócio, a gangue é conhecida por ameaçar o uso de estupro e assassinato para manter o poder sobre as áreas que controla. Segundo o ex-senador haitiano Jean Renel Senatus, que chefiou a comissão de justiça e segurança, o grupo era originalmente chamado de "Texas" e era conhecido por assaltar moradores e roubar motocicletas. O próprio Senatus também recebeu ameaças de morte do grupo. Seu suposto líder é Wilson Joseph, que atende pelo apelido de "Lanmò San Jou" ou "Lanmò Sanjou", que significa literalmente "a morte não conhece dias". Ele exibiu o mandado de prisão contra si em vídeos online detalhando os crimes de seu grupo. O segundo em comando é Joly “Yonyon” Germine, que está atualmente encarcerado.
Em 16 de outubro de 2021, dezessete missionários cristãos do Christian Aid Ministries com sede em Ohio foram sequestrados pelo 400 Mawozo. Normalmente, após um sequestro, a gangue exige resgate. Num sequestro anterior, em abril de 2021, o grupo exigiu 1 milhão de dólares pela libertação de cada um dos missionários católicos.
Em 16 de dezembro de 2021, o ministro da justiça haitiano anunciou que todos os cativos tinham sido libertados. Mais tarde descobriu-se que eles haviam escapado. Vários dos cativos foram libertados nas semanas anteriores.
Em 7 de novembro de 2022, o Departamento de Estado dos Estados Unidos anunciou ofertas de recompensas de até US$ 1.000.000 cada por informações que levassem à prisão ou condenação de Lanmò Sanjou e de dois outros líderes de gangues haitianas – Jermaine Stephenson, ou Gaspiyay; e Vitel'Homme Innocent— por seus papéis nos sequestros. Innocent foi adicionado à lista dos Foragidos Mais Procurados do Federal Bureau of Investigation em novembro de 2023.
Em abril-maio de 2022, confrontos entre as gangues rivais, 400 Mawozo e Chen Mechan, ocorreram na área da Plaine du Cul-de-Sac. Em dezembro de 2023, Joseph Wilson e três outros líderes da gangue, incluindo Vitel'Homme Inocente, tornaram-se sujeitos às sanções da ONU. De acordo com o Insight Crime, o 400 Mawozo era temido em 2022 por causa de seus métodos inovadores, em particular o "sequestro expresso", mas também pelo "armamento de alta potência, participação nas economias criminosas e conexões políticas" que permitem que todas as gangues prosperem no Haiti. Em 2022, o seu controle de Croix-des-Bouquets estendeu-se à prisão, ao posto de votação e à única rota que liga Porto Príncipe ao norte do país. Além de sequestros de caminhões, eles estão envolvidos no contrabando e no tráfico de drogas, armas e pessoas ao longo da fronteira com a República Dominicana. Em 1 de fevereiro de 2024, Joly Germine, o autoproclamado "rei" da gangue 400 Mawozo declarou-se culpado em um tribunal federal dos Estados Unidos por contrabando de armas, como "AK-47s, AR-15s, um rifle carabina M4, um rifle M1A e um rifle calibre .50, descrito pela ATF como arma militar", para o Haiti, dirigindo a operação a partir de uma prisão haitiana.
Em 2024, uma celebridade da internet Sneako, falou sobre seu amigo ter sido sequestrado pelo 400 Mawozo. A gangue ganhou as principais manchetes nos Estados Unidos por causa disso. A pessoa sequestrada foi “YourFellowArab”, um YouTuber com 1 milhão de seguidores. Ele foi sequestrado pela gangue em março de 2024 enquanto tentava entrevistar Jimmy "Barbecue" Chérizier.